# هاچینز (تگزاس)
هاچینز، تگزاس (به انگلیسی: Hutchins, Texas) یک شهر در ایالات متحده آمریکا با جمعیت ۵٬۳۳۸ نفر است که در تگزاس واقع شده‌است.